# International Formula Master 2008
International Formula Master 2008 var den andra säsongen av formelbilsserien International Formula Master. Mästare blev nyzeeländaren Chris van der Drift.

## Delsegrare
| Bana         | Segrare Race 1      | Segrare Race 2       |
| ------------ | ------------------- | -------------------- |
| Valencia     | Chris van der Drift | Chris van der Drift  |
| Pau          | Sergey Afanasiev    | Marcello Puglisi     |
| Brno         | Chris van der Drift | Harald Schlegelmilch |
| Estoril      | Fabio Leimer        | Vladimir Arabadzhiev |
| Brands Hatch | Chris van der Drift | Michael Ammermüller  |
| Oschersleben | Chris van der Drift | Josef Kral           |
| Imola        | Fabio Leimer        | Earl Bamber          |
| Monza        | Fabio Leimer        | Chris van der Drift  |

## Team och Förare
| Team              | Nummer | Förare                           |
| ----------------- | ------ | -------------------------------- |
| Cram Competition  | 1      | Arturo Llobell, Spanien          |
| Cram Competition  | 2      | Pablo Sánchez López, Mexiko      |
| Cram Competition  | 21     | Frankie Provenzano, Italien      |
| Euronova Racing   | 3      | Alberto Costa, Italien           |
| Euronova Racing   | 14     | Fabrizio Crestani, Italien       |
| Euronova Racing   | 15     | Michael Meadows, Storbritannien  |
| Euronova Racing   | 36     | Riccardo Cinti, Italien          |
| Euronova Racing   | 37     | Giacome Ricci, Italien           |
| Euronova Racing   | 44     | Oliver Oakes, Storbritannien     |
| Euronova Racing   | 45     | Yuhi Sekiguchi, Japan            |
| JD Motorsport     | 4      | Vladimir Arabadzhiev, Bulgarien  |
| JD Motorsport     | 5      | Sergey Afanasiev, Ryssland       |
| JD Motorsport     | 6      | Chris van der Drift, Nya Zeeland |
| AMD Motorsport    | 7      | Davide Rigon, Italien            |
| AMD Motorsport    | 8      | Tomas Pivoda, Tjeckien           |
| AMD Motorsport    | 11     | Earl Bamber, Australien          |
| AMD Motorsport    | 16     | Octavio Freitas, Brasilien       |
| AMD Motorsport    | 17     | Norbert Siedler, Österrike       |
| AMD Motorsport    | 20     | Frederico Scionti, Italien       |
| AMD Motorsport    | 22     | Michele Caliendo, Italien        |
| Pro Motorsport    | 10     | Carlos Iaconelli, Brasilien      |
| Pro Motorsport    | 12     | Giusteppe Teranova, Italien      |
| Pro Motorsport    | 41     | Mihai Marinescu, Rumänien        |
| ISR Racing        | 18     | Filip Salaquarda, Tjeckien       |
| ISR Racing        | 19     | Tim Sandtler, Tyskland           |
| Jenzer Motorsport | 23     | Fabio Leimer, Schweiz            |
| Jenzer Motorsport | 24     | Matei Mihaescu, Rumänien         |
| Scuderia Famá     | 25     | Luca Persiani, Italien           |
| Scuderia Famá     | 26     | Dominik Schrami, Tyskland        |
| Scuderia Famá     | 46     | Daniel Mancinelli, Italien       |
| Trident Racing    | 27     | Michael Ammermüller, Tyskland    |
| Trident Racing    | 31     | Harald Schlegelmilch, Lettland   |
| Trident Racing    | 32     | Kasper Andersen, Danmark         |
| Trident Racing    | 33     | Alejandro Núñez, Spanien         |
| Trident Racing    | 34     | Esteban Gutiérrez, Mexiko        |
| Trident Racing    | 47     | Dominik Wasem, Tyskland          |
| Iris Project      | 28     | Marco Menotti, Schweiz           |
| Iris Project      | 35     | Simon Trummer, Schweiz           |
| Team JWA          | 29     | Josef Král, Tjeckien             |
| Team JWA          | 30     | Tor Graves, Storbritannien       |
| AR Motorsport     | 40     | Kelvin Snoeks, Nederländerna     |

## Slutställning

### Förare
| Plats | Förare               | Poäng |
| ----- | -------------------- | ----- |
| 1     | Chris van der Drift  | 101   |
| 2     | Fabio Leimer         | 79    |
| 3     | Michael Ammermüller  | 74    |
| 4     | Harald Schlegelmilch | 46    |
| 5     | Arturo Llobell       | 29.5  |
| 6     | Josef Král           | 29    |
| 7     | Vladimir Arabadzhiev | 29    |
| 8     | Sergey Afanasiev     | 28    |
| 9     | Kasper Andersen      | 27    |
| 10    | Norbert Siedler      | 22    |
| 11    | Marcello Puglisi     | 19    |
| 12    | Pablo Sánchez López  | 14.5  |
| 13    | Daniel Mancinelli    | 13    |
| 14    | Tim Sandtler         | 13    |
| 15    | Earl Bamber          | 12    |
| 16    | Yuhi Sekiguchi       | 12    |
| 17    | Alejandro Núñez      | 10    |
| 18    | Michael Meadows      | 9     |
| 19    | Esteban Gutiérrez    | 8     |
| 20    | Frankie Provenzano   | 7     |
| 21    | Alberto Costa        | 7     |
| 22    | Mihai Marinescu      | 6     |
| 23    | Matei Mihaescu       | 3     |
| 24    | Filip Salaquarda     | 3     |
| 25    | Michele Caliendo     | 2     |
| 26    | Dominik Wasem        | 1     |
| 27    | Fabrizio Crestani    | 0,5   |